# Fährenpfortenturm

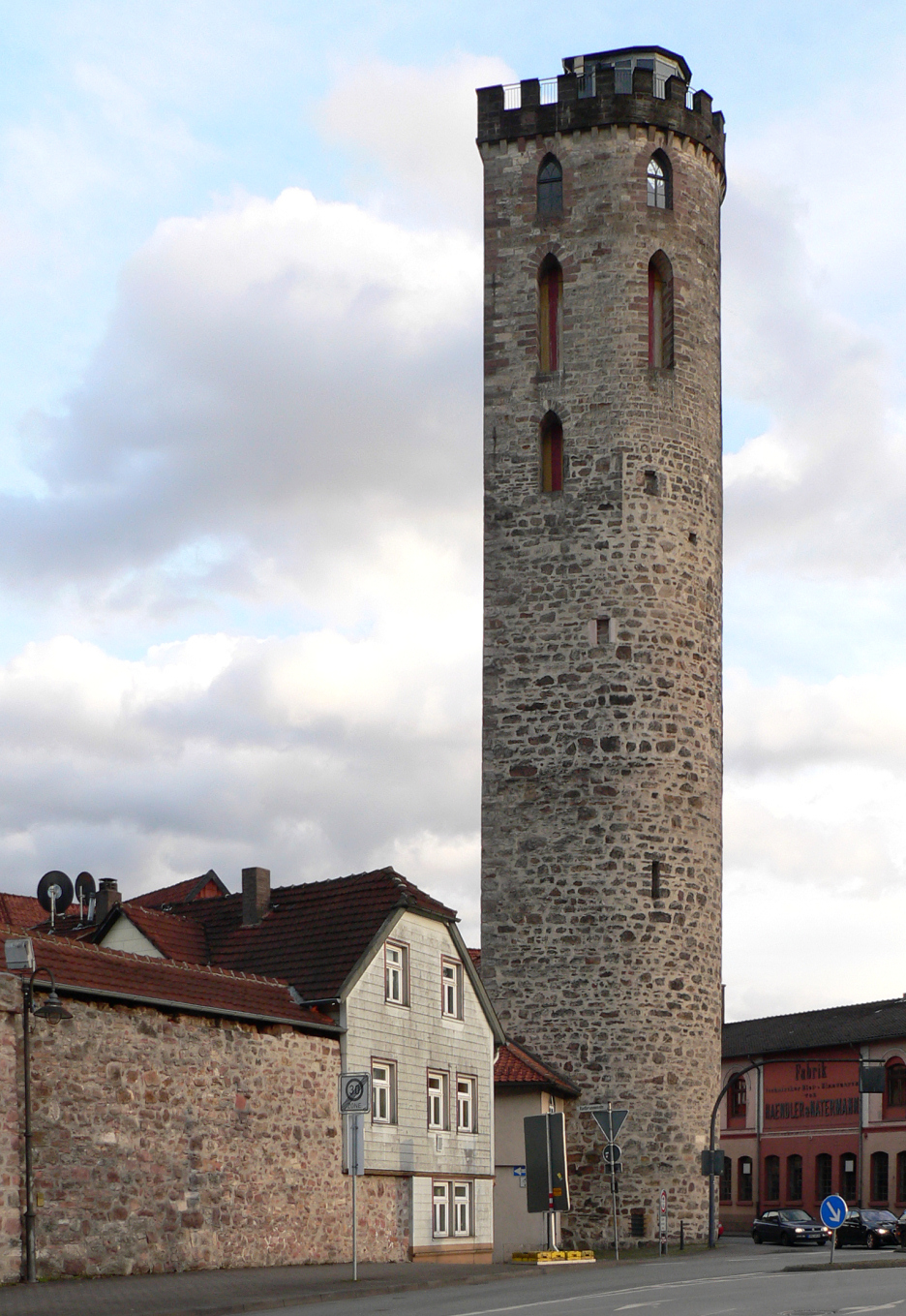
Fährenpfortenturm

Der Fährenpfortenturm (auch Hagelturm oder Natermannturm) ist ein früherer Wehrturm in Hann. Münden in Südniedersachsen. Der 40 Meter hohe Turm gehörte zur mittelalterlichen Stadtbefestigung Münden und wurde als Mauerturm der Stadtmauer errichtet. Im 19. Jahrhundert wurde das Bauwerk aufgestockt und als Schrotturm genutzt. Der denkmalgeschützte Turm beherbergt heute das Museum der Arbeit.

## Beschreibung

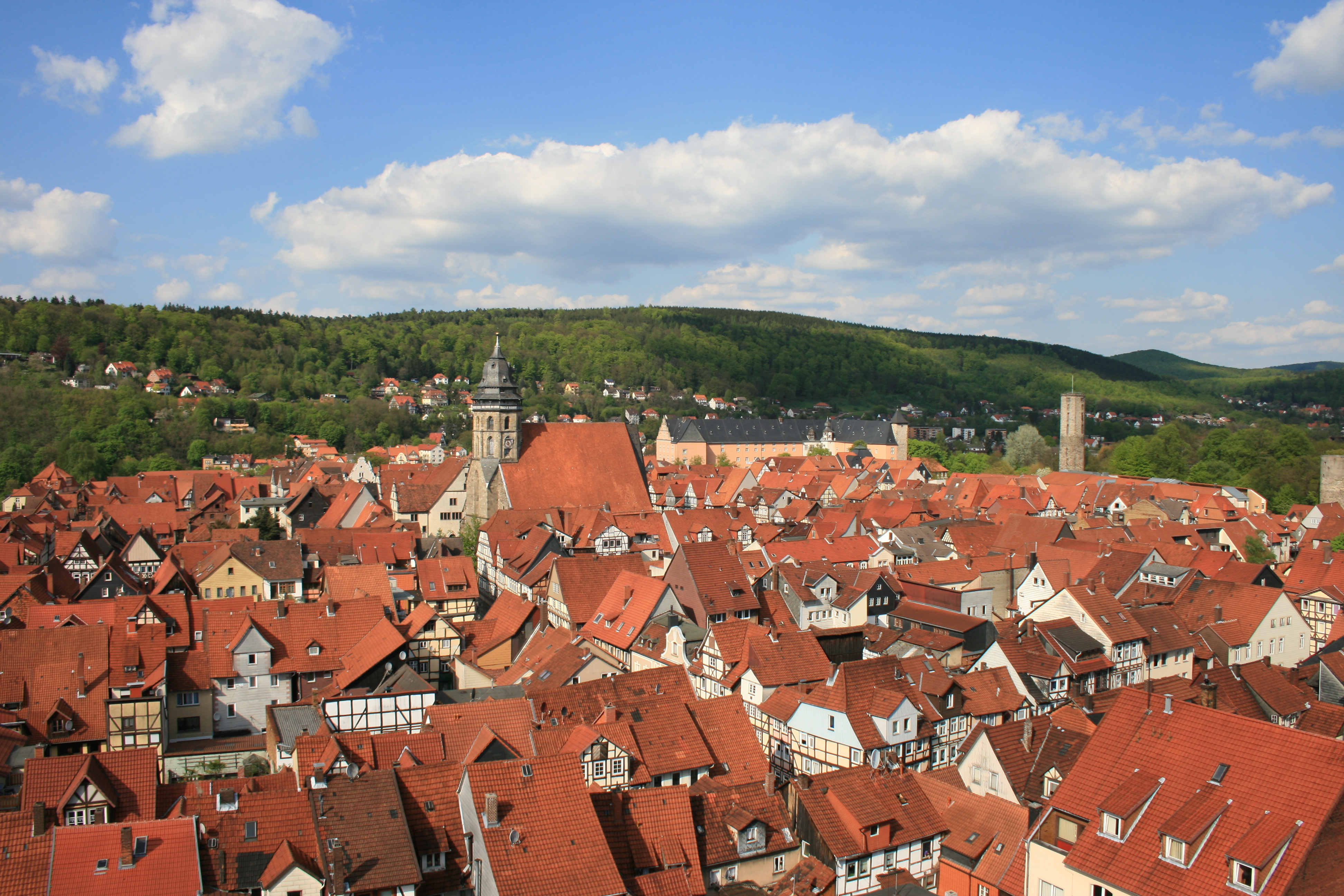
Blick vom Fährenpfortenturm Richtung Nordost

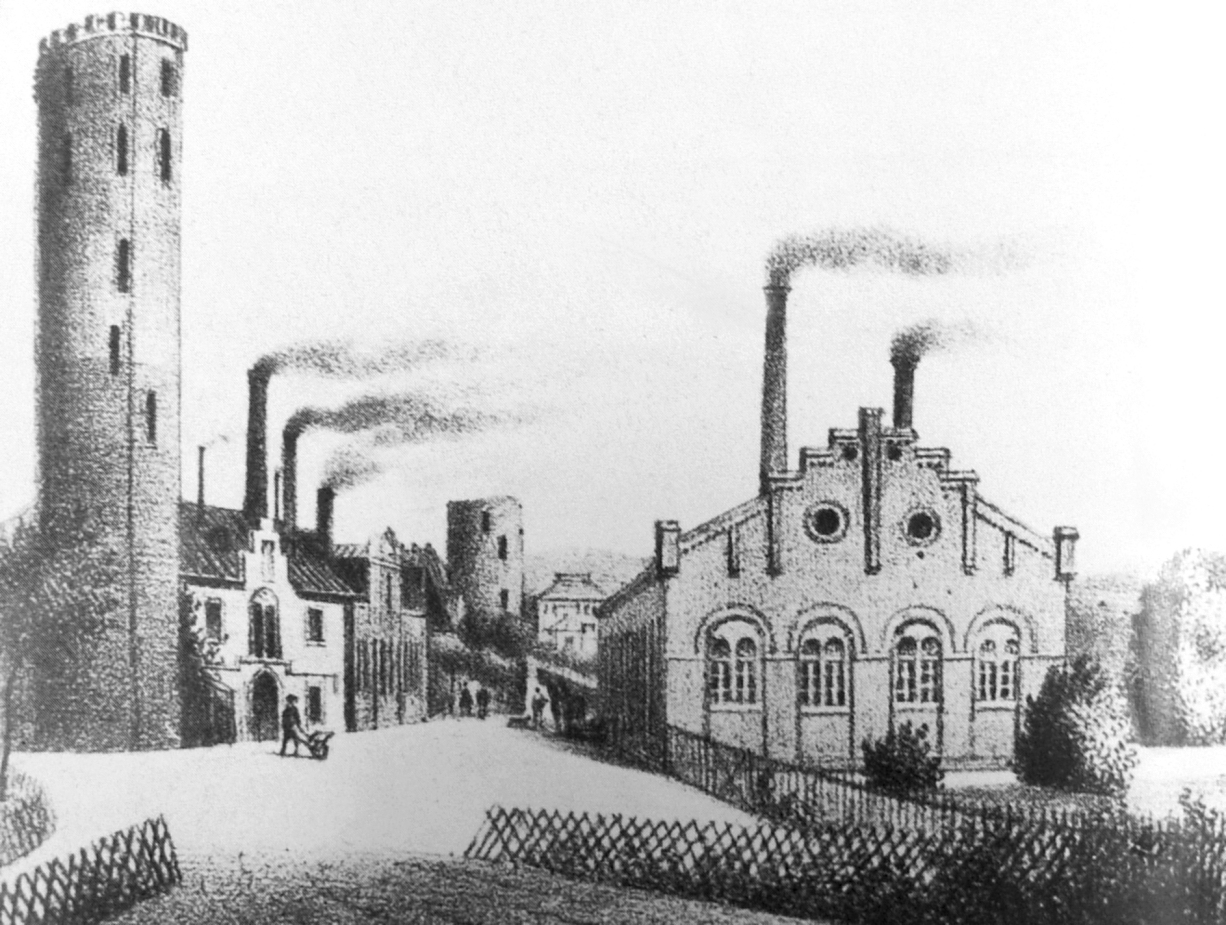
Der Turm am Betriebsgelände von Haendler & Natermann um 1850

Der Fährenpfortenturm befindet sich in der südwestlichen Ecke des mittelalterlichen Stadtkerns. In diesem Bereich bog die von Norden kommende Stadtmauer etwa im rechten Winkel nach Osten ab. Der nächste Turm der Stadtbefestigung ist der etwa 75 Meter östlich liegende Ziegelpfortenturm. Der einst 80 Meter weiter nördlich gelegene Siebenturm in Höhe der Siebenturmstraße ist nicht mehr vorhanden.
Die erste urkundliche Erwähnung des Turms stammt aus dem Jahr 1410, die Erwähnung der namengebende Fährenpforte als Pforte in der Stadtmauer bereits 1383. Die Benennung der Fährenpforte beruht darauf, dass von ihr aus ein Weg zu einer Fähre über die Fulda führte. Ursprünglich hatte der Turm, wie auch die anderen Mauertürme der Stadtmauer, eine Höhe von etwa 26 Metern. 
Nach der Niederlegung der Mündener Stadtbefestigung Anfang des 19. Jahrhunderts erfuhr der Turm eine Umnutzung zum Schrotturm. 1848 erwarb der Unternehmer Carl Georg August Natermann (Haendler & Natermann) den Turm und ließ ihn um ein Drittel erhöhen, sodass er heute eine Höhe von 40 Metern hat. Diese Maßnahme war erforderlich, um Schrotkugeln herstellen zu können. Dazu wurde im obersten Stockwerk eine Gießstube eingerichtet, von der aus flüssiges, heißes Blei durch ein Sieb gegossen wurde und im Fall aus großer Höhe runde (Schrot)Kugeln bildete. Durch seine Nutzung als Schrotturm erlangte der Turm seinen umgangssprachlichen Namen Hagelturm. Der wenige hundert Meter entfernt liegende Hampesche Turm wurde im 19. Jahrhundert in ähnlicher Weise genutzt. Seit etwa 1975 oder 1980 wird nicht mehr nach diesem Verfahren produziert und der Fährenpfortenturm wurde 1983 von der Stadt Hann. Münden zurückgekauft.

## Heutige Nutzung

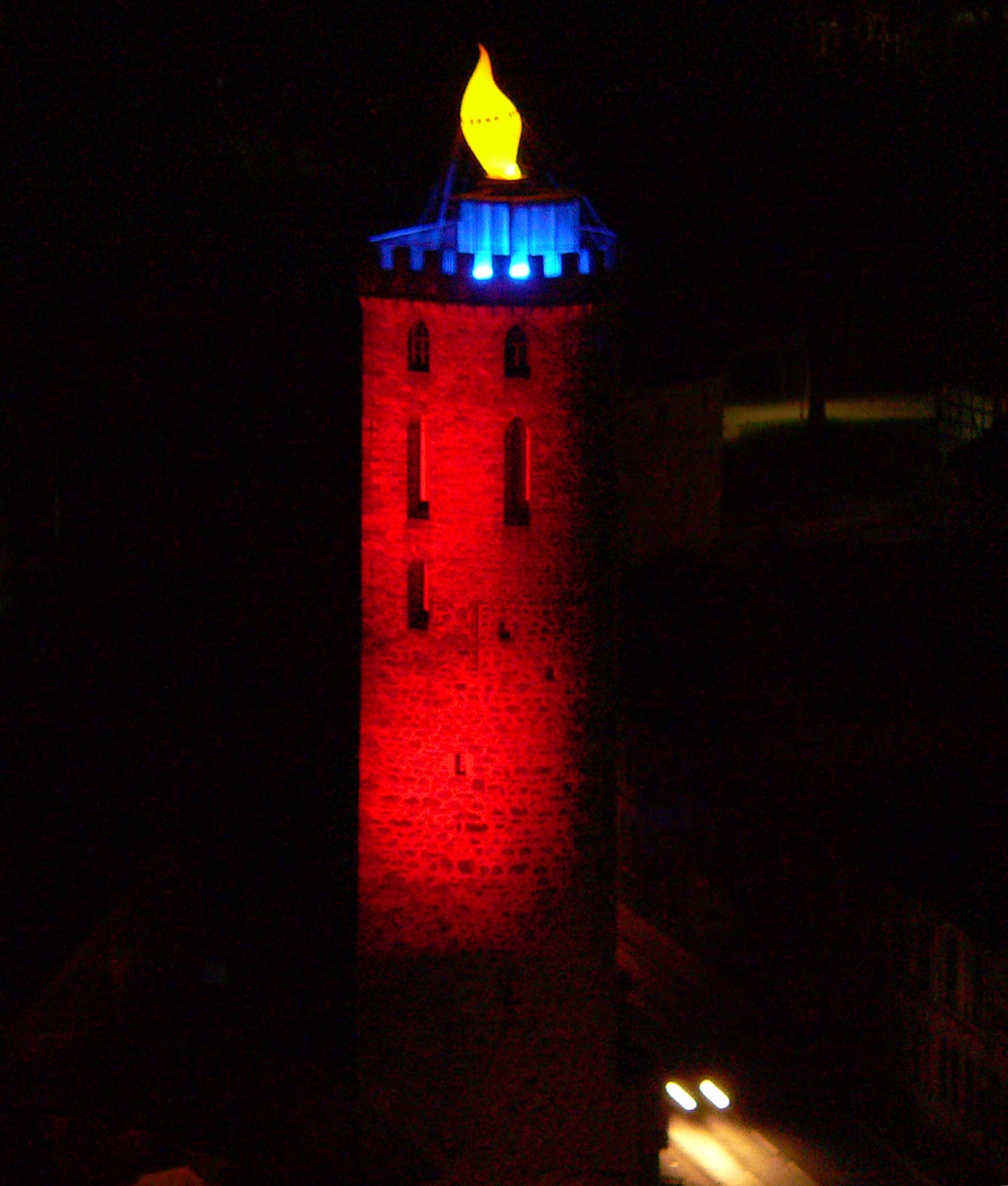
Der illuminierte Turm in der Weihnachtszeit von der Tillyschanze aus gesehen (2015)

Seit dem Jahre 2000 befindet sich im Turm und einem Nebengebäude das Museum der Arbeit, das den Produktionsprozess der Schrotkugeln dokumentiert. Zu sehen sind unter anderem historische Maschinen aus dieser Zeit sowie Produkte des Unternehmens Haendler & Natermann. Seit 2008 dient die Turmspitze als Aussichtsplattform. Zur Weihnachtszeit wird der Turm rot angestrahlt und bekommt eine gelbe Flamme auf die Turmspitze, was den Eindruck einer Kerze vermittelt.
Im Oktober 2015 musste der Turm wegen des Befalls durch Halmfliegen für die Öffentlichkeit geschlossen werden, der trotz Schädlingsbekämpfung im Frühjahr 2016 noch immer bestand. Am Tag des offenen Denkmals 2023 wurde der Turm wieder eröffnet. 2024 ist der Turm an Wochenenden zur Besichtigung freigegeben, jedoch nur bis Oktober wegen des wiederkehrenden Halmfliegenbefalls.